# Klejowa Góra
Die Klejowa Góra ist ein Berg in den polnischen Mittleren Pieninen, einem Gebirgszug der Pieninen, mit 579  m. ü.N.N. Sie liegt im Massiv Trzy Korony. Sie liegt in unmittelbarer Nachbarschaft des Facimiech, dessen Felswände fast senkrecht ca. 330 Meter hinab in das Tal des Dunajec fallen. Der Felsgipfel wird von drei Seiten vom Dunajec in einer Flussschleife umgeben.

## Lage und Umgebung
Die Klejowa Góra liegt im Hauptkamm der Pieninen. Südöstlich des Gipfels liegt der Dunajec-Durchbruch, nördlich liegt das Tal der Krośnica. Sie ist mit Mischwald bewachsen. Das alter der Bäume wird auf über 150 Jahre geschätzt.

## Etymologie
Der Name lässt sich als Berg des Klej übersetzen. 

## Tourismus
Der Gipfel liegt im Pieninen-Nationalpark. Er ist nicht für Touristen zugänglich. 